# Миливоје Унковић
Миливоје Унковић (Невесиње, 9. август 1944) српски је сликар, професор и редовни члан Академије науке и умјетности Републике Српске.

## Биографија
Године 1966. дипломирао је у Школи примјењених умјетности у Сарајеву, а 1971. године стиче диплому на Академији ликовних умјетности у Београду. Посдипломске студије завршава у Београду 1974. године, а затим исте године стиче звање асистента Академије ликовних умјетности у Сарајеву. Године 1975. стиче звање доцента на истој академији, да би 1980. године постао ванредни професор на Академији у Сарајеву на посдиплмским студијима. Године 1987. стиче звање редовног професора сликарства на Академији у Сарајеву.
Учествовао је активно на бројним самосталним и колективним изложбама у земљи и иностранству нпр. у Сарајеву, Загребу, Љубљани, Фридрисхафену, Фулди, Бад Херсфелду, Плзену, Каселу, Бањој Луци, Београду, Фиренци, Паризу, Ферари, Бакуу, Инзбруку, Лундсу, Лудвигсхафену, Тунису, Мароку, Букурешту.
Добитник је шеснаест награда за свој умјетнички рад као и диплома и повеља за културну и хуманитарну активност, као: награда за сликарство УЛУБИХ-а; награда за сликарство фонда „Моша Пијаде”; награда Галерије „Надежда Петровић” у Чачку; награда на VI тријеналу савременог југословенског цртежа; прва награда на савезном конкурсу за скулпторско рјешење спомен-обиљежје жртвама фашизма у Бору (споменик реализован); Шестоаприлска награда Града Сарајева за ликовну умјетност; Шестоаприлска награда Илијаша за допринос и развој културе; награда за сликарство АЛУ у Београду.
Обављао је стручне и друштвене функције: предсједник Умјетничког савјета УЛУБиХ-а, предсједник Друштва ликовних умјетника Сарајева, члан предсједништва Културно-просвјетне заједнице БиХ, предсједник Савјета академије ликовних умјетности у Сарајеву, члан Предсједништва Савеза ликовних умјетника Југославије, предсједник Удружења ликовних умјетника Босне и Херцеговине, шеф сликарског одсјека и постдипломских студија на АЛУ Сарајево, предсједник Умјетничке колоније Почитељ, члан Предсједништва умјетничких колонија Југославије, члан Савјета сарајевског универзитета, директор Дирекције за расељена лица и хуманитарну помоћ Републике Српске.
Дјела му се налазе у галеријама: Умјетничка галерија БиХ Сарајево, Музеј савремене умјетности РС Бања Лука, Галерија „Надежда Петровић” Чачак, Музеј Града Сарајева, Музеј XIV зимских олимпијских игара Сарајево, Међународна галерија портрета Тузла, Галерија „Миленко Атанацковић” Бијељина, Галерија града Инзбрук, Музеј „Klastr Plasy” Плзен, и многим приватним колекцијама Њемачке, Енглеске, Америке, Србије и БиХ.
Године 2012. постаје дописни члан Академије науке и умјетности Републике Српксе. За редовног члана изабран 21. децембра 2018. За потпредсједника АНУРС-а изабран је 22. децембра 2021. године.  Живи и ради у Бањалуци.
Члан је Централне редакције, ли¬ков¬ни уред¬ник и уредник Стручне редакције за ликовно и графичко уређење Енци¬клопедије Републике Српске.